# Angolagate
L'afer Mitterrand-Pasqua, també conegut informalment com a Angolagate, és un escàndol polític internacional sobre la venda i enviament secret d'armes d'Europa Central al govern d'Angola pel govern de França de la dècada dels noranta. L'escàndol ha estat vinculat a diverses personalitats destacades de la política francesa.

## Acords de Bicesse
El president d'Angola, José Eduardo dos Santos, es va reunir amb Jonas Savimbi d'UNITA a Bicesse (Portugal) i van signar els Acords de Bicesse, un acord de pau que va intentar acabar sense èxit amb la Guerra Civil angolesa, el 31 de maig de 1991, amb la mediació del govern portuguès. Els acords van establir una transició a la democràcia multipartidista sota la supervisió de la missió UNAVEM II de les Nacions Unides amb unes eleccions presidencials en un any.
Els acords van intentar desmobilitzar els 152.000 combatents actius i integrar les tropes governamentals restants i els rebels d'UNITA en unes Forces Armades Angoleses (FAA) de 50.000 persones. Les FAA consistiran d'un exèrcit nacional amb 40.000 soldats, una armada amb 6.000 i una força aèria amb 4.000. Tot i que la UNITA no es va desarmar, la FAA va complir l'acord i es va desmobilitzar, deixant al govern en desavantatge.
Al mateix temps, les tropes cubanes que havien ajudat les forces del MPLA a expulsar l'exèrcit sud-africà i els rebels de la UNITA durant la batalla de Cuito Cuanavale, van completar la seva retirada d'Angola. Això significava que el MPLA tindria un desavantatge encara més gran si els combats es reprenien (ja que estaven alineats amb les FAA).
Angola va celebrar una elecció presidencial el 1992. En la primera ronda dos Santos van rebre oficialment el 49,57% dels vots i Savimbi va guanyar el 40,6%. Savimbi va dir que les eleccions no havien estat lliures ni justes i es va negar a participar en la segona volta. Els observadors internacionals, però, van afirmar que les eleccions havien estat àmpliament lliures i justes. Savimbi, juntament amb vuit partits de l'oposició i molts altres observadors electorals, van dir que les eleccions no eren ni lliures ni justes. El MPLA va massacrar més de deu mil votants d'UNITA i FNLA a tot el país en pocs dies en el que es coneixeria com la massacre de Halloween. UNITA va renovar la lluita guerrilla, capturant cinc de les divuit capitals de províncies d'Angola.

## Venda d'armes
Amb el MPLA a la vora de la derrota, Santos va contactar amb Jean-Bernard Curial, l'ex-expert en Àfrica meridional del Partit Socialista francès, i li va demanar que vingués a Luanda. Quan va tornar, Curial, amb el suport de dos Santos, va contactar amb els membres del govern, l'assessor del president per a afers africans, Bruno Delahe i Jean-Christophe Mitterrand, fill del llavors president francès, François Mitterrand. Jean-Christophe va remetre a Curial a Pierre Falcone, cap de Brenco International, un consorci d'empreses i assessor de la Société française d'exportation de matériels, systèmes et services relevant du ministère de l'Intérieur, una empresa pública dirigida pel dretà ministre de l'interior Charles Pasqua. Pascual creia que a principis dels anys noranta el suport del govern dels EUA a UNITA havia disminuït mentre que el suport tàcit al MPLA augmentava perquè la pau augmentaria la producció petroliera. Va argumentar que si la posició de Mitterrand sobre Angola no canviava, les companyies petrolieres franceses perdrien una oportunitat vital.
L'advocat de Jean-Christophe va dir que Jean-Christophe Mitterrand es va trobar per primera vegada amb Falcone després de deixar de treballar com a expert a Àfrica per a l'Elisi. Falcone i Jean-Christophe Mitterrand es van trobar per primer cop al juliol de 1992 a Phoenix, Arizona, després que va deixar els càrrecs com a assessor del president per a Afers d'Àfrica. En aquella època estava de vacances amb la seva família als Estats Units, en qualitat d'empleat de Thomson CSF, una companyia francesa d'armes i electrònica. Va introduir Jean-Christophe Mitterrand al seu amic Pierre Falcone durant un sopar a casa seva a Scottsdale, Arizona, el juliol de 1992. En aquest moment, Jean-Christophe Mitterrand no tenia càrrecs públics fins a maig de 1992, i ja tenia va signar un contracte amb una empresa privada francesa (La Compagnie Générale des Eaux).
Després de les eleccions angoleses, Curial va conèixer Falcone, qui va anar a Angola per primera vegada i va organitzar per al govern d'Angola una reeixida operació prepagament en el comerç de petroli. Posteriorment, el govern d'Angola li va donar una missió oficial de supervisar el subministrament del seu exèrcit amb armes d'un país d'Europa Central-oriental (Eslovàquia) i de la població amb aliments i medicaments. El govern d'Angola va comprar 47 milions de dòlars dels EUA en munició, morters i artilleria de la companyia eslovaca ZTS OSOS el 7 de novembre de 1993, que dos Santos va rebre al desembre. L'abril del 1994, el govern va comprar 463 milions de dòlars en avions de combat i tancs. A la fi de 1994, el govern d'Angola havia adquirit armes per 633 milions de dòlars.
Dos Santos tenia en secret Elísio de Figueiredo, l'antic ambaixador d'Angola a França, actuant com a enviat d'Angola en contactes amistosos a França. Falcone va treballar amb el govern angolès a través de Figueiredo.

## Escàndol descobert
Jean-Charles Marchiani, subordinat de Pasqua, suposadament va anar a Luanda i va signar un acord amb dos Santos el 29 de novembre de 1994, qui va prometre organitzar una millor relació amb el govern francès, on alguns ministres, com Léotard (defensa) i Alain Madelin (finances), van recolzar obertament Jonas Savimbi durant molts anys. A canvi, semblaven rebre un acord polític i financer angolès per al partit de Pasqua que es preparava per a les eleccions europees. Posteriorment, Jacques Chirac va planificar la seva candidatura a les eleccions presidencials franceses de 1995. Quan Pascua va recolzar Edouard Balladur, el rival de Chirac, els seguidors de Chirac van informar a la Hisenda francesa sobre els enviaments d'armes de Falcone, al·legant evasió d'impostos. Tot i que se sap que mai va passar cap arma per França, la hisenda francesa van investigar els individus relacionats amb l'escàndol, ja que es van signar acords a París. Allain Guilloux, advocat fiscal de Brenco International a França, va dir que el govern d'Angola va signar un acord amb Marchiani a Luanda, no a París.
El 1996, les Brigades Financeres Franceses van confiscar 50.000 documents de les oficines de Falcone i Arcadi Gaydamak, un empresari russo-israelià i associat de Falcone.

### Arrest i judici
La policia francesa va arrestar Falcone l'1 de desembre de 2000, sota el càrrec de frau fiscal. Set dies després, el govern francès va emetre un mandat per a l'arrest de Gaydamak. La policia francesa arrestà a Jean-Christophe Mitterrand el 21 de desembre pel seu suposat paper en el comerç d'armes, però el va alliberar l'11 de gener quan la seva mare va pagar la seva fiança de 725.000 dòlars. El 2004 un jutge va trobar Mitterrand culpable de frau fiscal i li va imposar una sentència suspesa de 30 mesos a la presó.
A l'abril de 2007, el jutge d'instrucció Philippe Courroye va acusar 42 persones, entre elles Jean-Christophe Mitterrand, Jacques Attali, Charles Pasqua i Jean-Charles Marchiani, per haver rebut pagaments il·legals de Pierre Falcone. Arcadi Gaydamak i Falcone també van ser acusats. L'escriptor Paul-Loup Sulitzer també va estar acusat d'haver rebut 380.000 € de Falcone, així com del diputat de la Unió pel Moviment Popular Georges Fenech, acusat d'haver rebut de Brenco 15,200 € el 1997. El judici va començar en 2008, in absentia de Gaydamak qui havia fugit a Israel.
Sulitzer va admetre haver rebut 300.000 € a canvi de rebre informació el desembre de 2008, i va declarar contra Falcone. Va acusar als fiscals d'"intentar matar un mosquit amb una bomba nuclear."

### Sentències
Les sentències per a l'"afer Angolagate" van ser lliurades el 27 d'octubre de 2009. Charles Pasqua i Jean-Charles Marchiani van ser considerats culpables de rebre diners de Gaydamak i Falcone sabent que procedien d'un delicte. Pasqua fou sentenciat a tres anys de presó, dels quals dos en foren suspesos, i una multa de 100.000 euros. Marchiani fou sentenciat a tres mesos de presó. Gaydamak i Falcone van ser declarats culpables de tràfic il·legal d'armes, frau fiscal, blanqueig de capitals, malversació i altres, sentenciats a sis anys de presó i a multes d'alguns milions d'euros cadascun. Gaydamak fou sentenciat in absentia i no estava clar si alguna vegada compliria la condemna de presó. Falcone, qui va intentar reclamar immunitat diplomàtica en el cas, va ser detingut per la policia quan el jutge va acabar de llegir les sentències. Jean-Christophe Mitterrand va ser considerat culpable de rebre 2 milions de dòlars de Falcone i Gaydamak per promoure els seus interessos i condemnar-se a una pena de dos anys i una multa de 375.000 euros. Paul-Loup Sulitzer fou declarat culpable de malversació i sentenciat a 15 mesos de presó i una multa de 100.000 €. Jacques Attali i Georges Fenech foren absolts. En total, trenta-sis persones van ser condemnades per diversos nivells d'implicació en l'escàndol, 21 d'elles apel·laren la decisió.

### Decisió d'apel·lar
La decisió de la Cort d'Apel·lacions de París es va dictar el 29 d'abril de 2011 i les seves conclusions eren molt diferents. De fet, la Cort d'Apel·lacions de París va anul·lar la condemna de l'ex ministre de l'Interior, Charles Pasqua, així com la de Jean-Charles Marchiani. Els càrrecs contra Pierre Falcone i Arcadi Gaydamak també van ser desestimats. El Tribunal va reconèixer particularment que havien actuat sota l'autoritat d'un "mandat estatal" emès pel govern d'Angola que buscava "garantir la supervivència" del país i que era "en aquest context i mentre la situació empitjorava" que va demanar Pierre Falcone i Arcadi Gaydamak que adquirissin armes, així com aliments i medicaments.